# Bill Sienkiewicz
Bill Sienkiewicz (ur. 3 maja 1958 w Blakely, Pensylwania, USA) – amerykański grafik pochodzenia polskiego, malarz, twórca komiksów. Laureat nagrody Eisnera
Twórca komiksów Elektra: Assassin (do scenariusza Franka Millera) oraz Stray Toasters. Pracował przy seriach takich jak: Batman, Superman, Green Lantern, Green Arrow, Avengers, Captain America, Daredevil, Fantastic Four, Hulk, Wolverine oraz X-Men.